# Ulánbátarský knižní veletrh

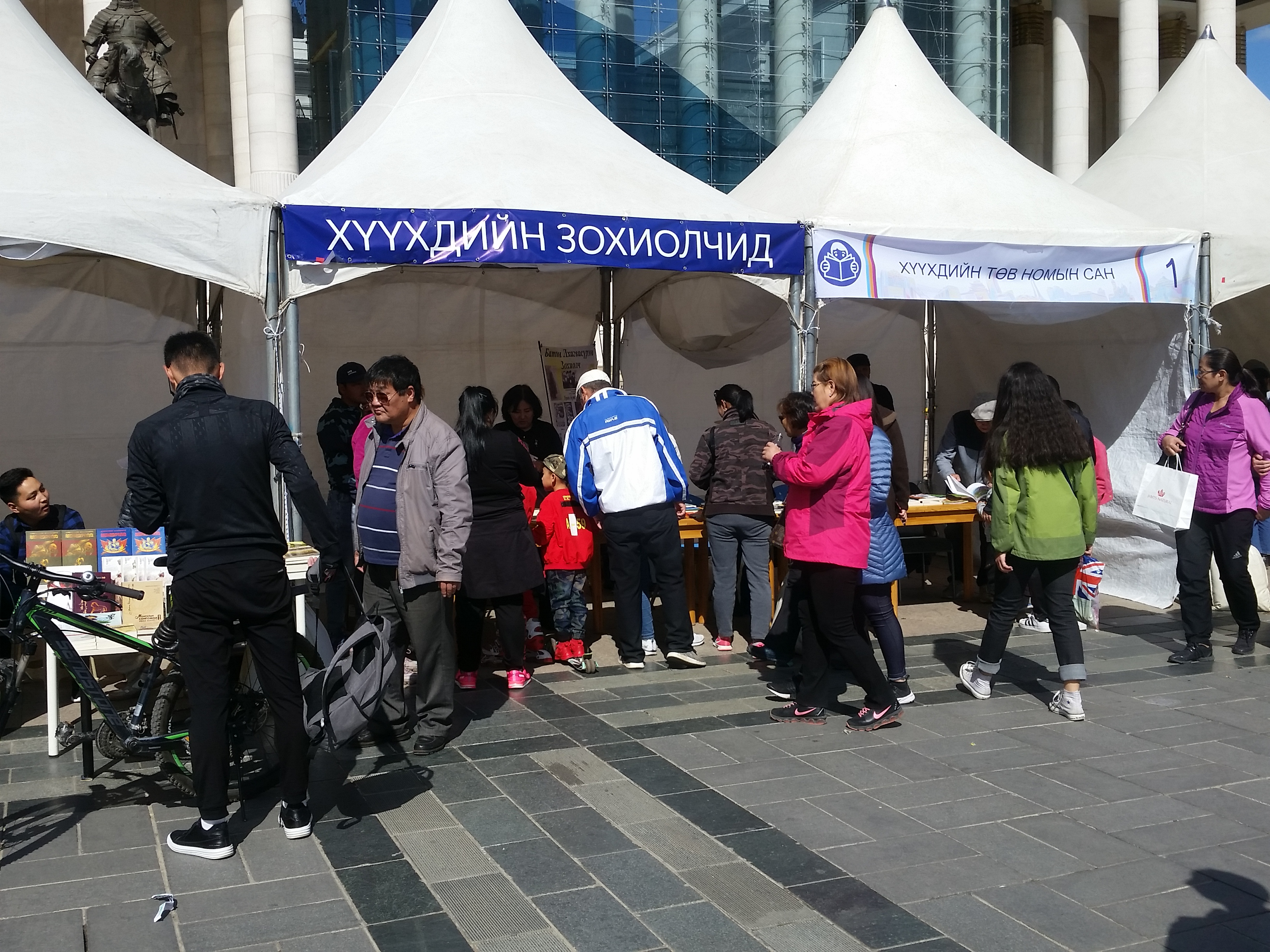
Stánek s knihami na knižním veletrhu v Ulánbátaru

Ulánbátarský knižní veletrh je pořádán každý rok v květnu a v září  v mongolském Ulánbátaru. Akce se účastní přes 300 autorů, 120 nakladatelství a s nimi i spolu související organizace sdružující tisíce literárních čtenářů. Tuto akci pořádá městské kulturní oddělení a ministerstvo školství Mongolska. Knižní veletrh umožňuje čtenářům se seznámit s nejnovějšími tituly, setkat se s autory a účastnit se jejich knižních rozhovorů, kde si mohou rozšířit své knižní a kulturní znalosti.
Současně se stejné knižní veletrhy každoročně pořádají i v jiných mongolských městech a jsou považovány za hlavní kulturní událost.
Na veletrzích se často setkávají spisovatelé s nakladatelstvími, což vede ke vzniku nových spoluprací. Příchozí čtenáři mají příležitost poznat i literaturu ostatních komunit. Veletrhu se tradičně účastní státní mongolská tisková agentura MONTSAME, která návštěvníkům nabízí svá díla a tisky k prohlédnutí. Ty vycházejí nejen v mongolštině, ale i angličtině, ruštině, čínštině, japonštině a dalších jazycích. Některé knihy lze koupit až se 70% slevou.

## Galerie

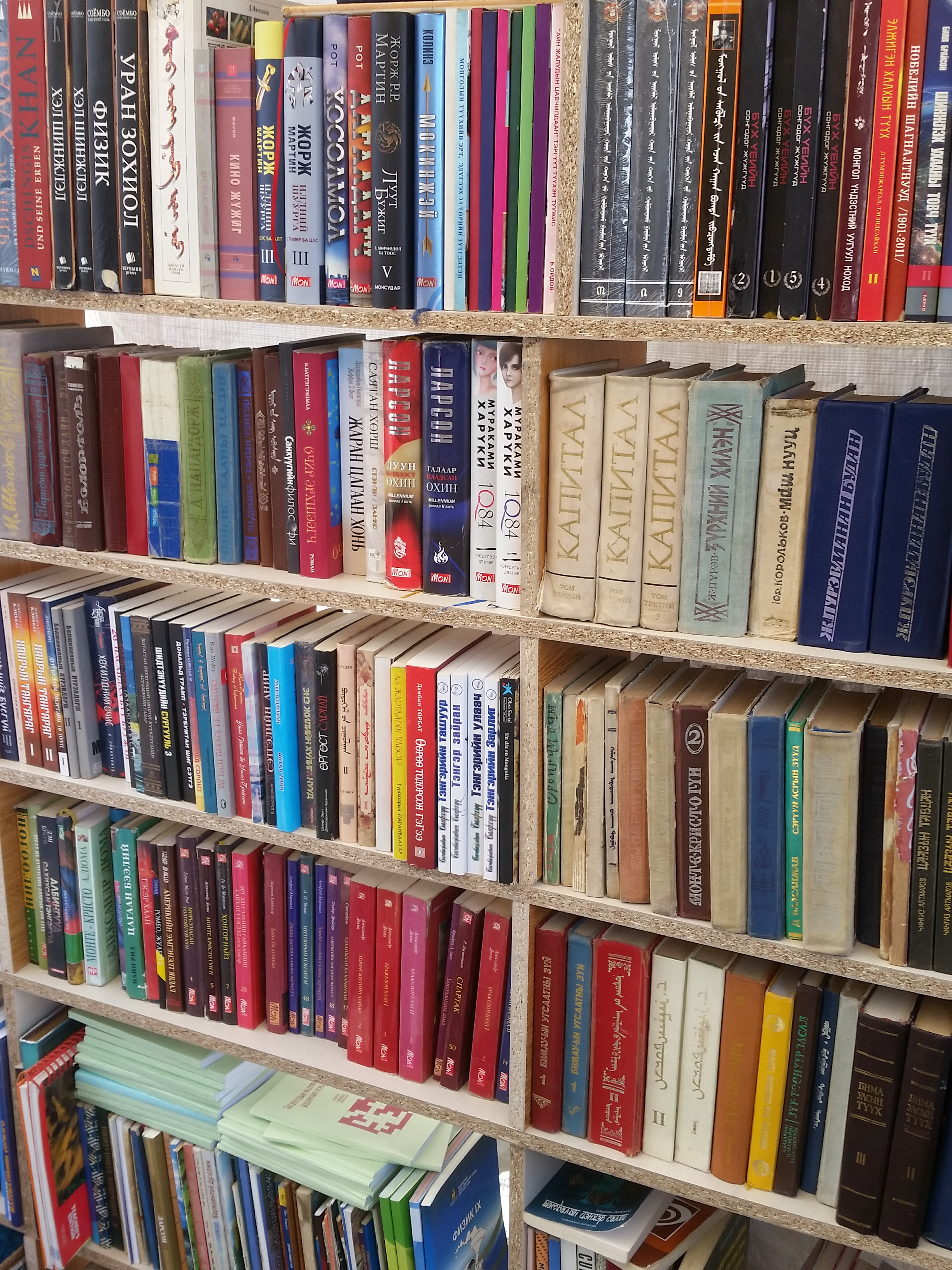
Během knižního veletrhu lze také staré knihy prodat či vyměnit
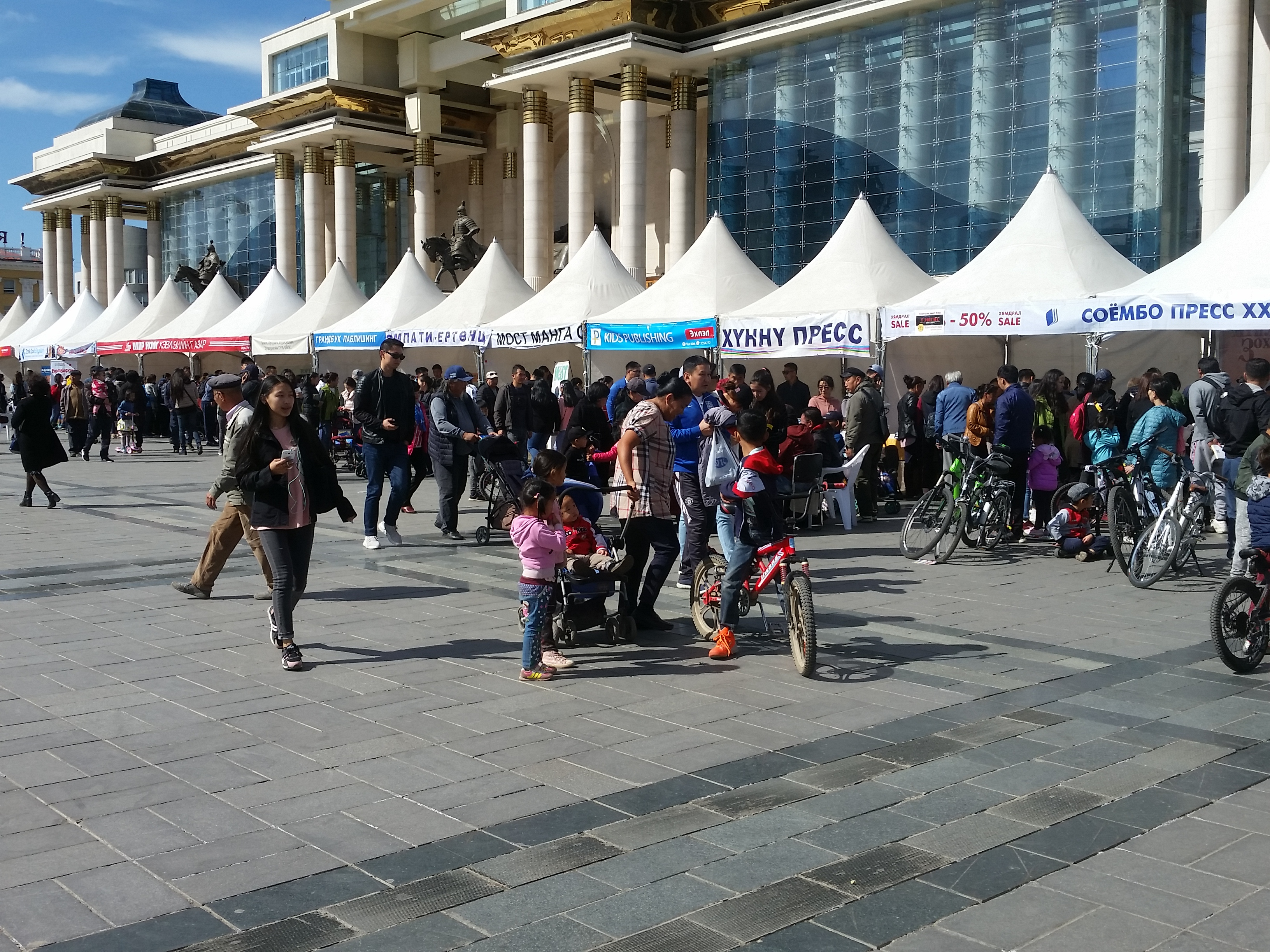
Ulánbátarský knižní veletrh (2019)
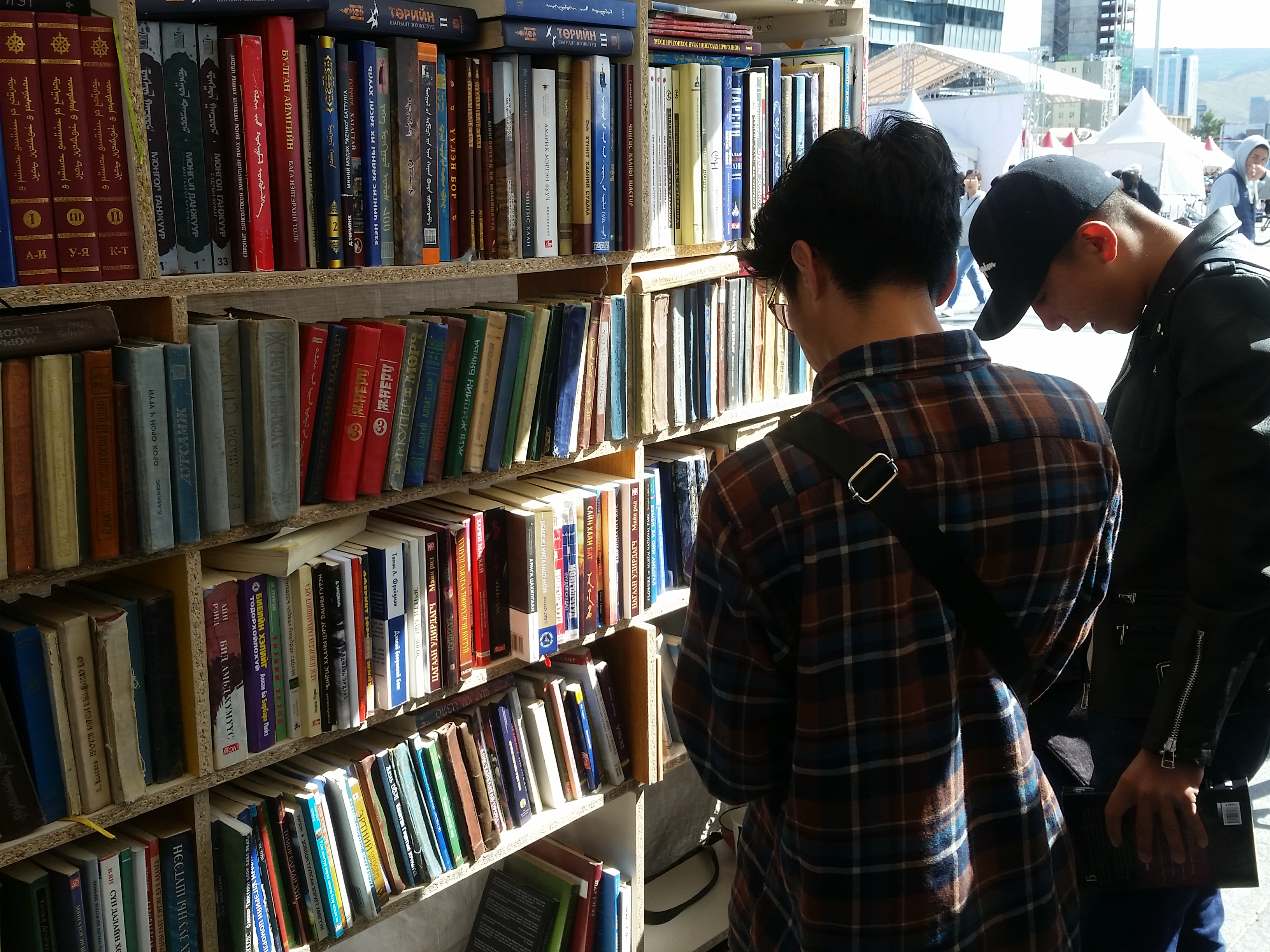
Čtenáři prohlížející si knihy na veletrhu
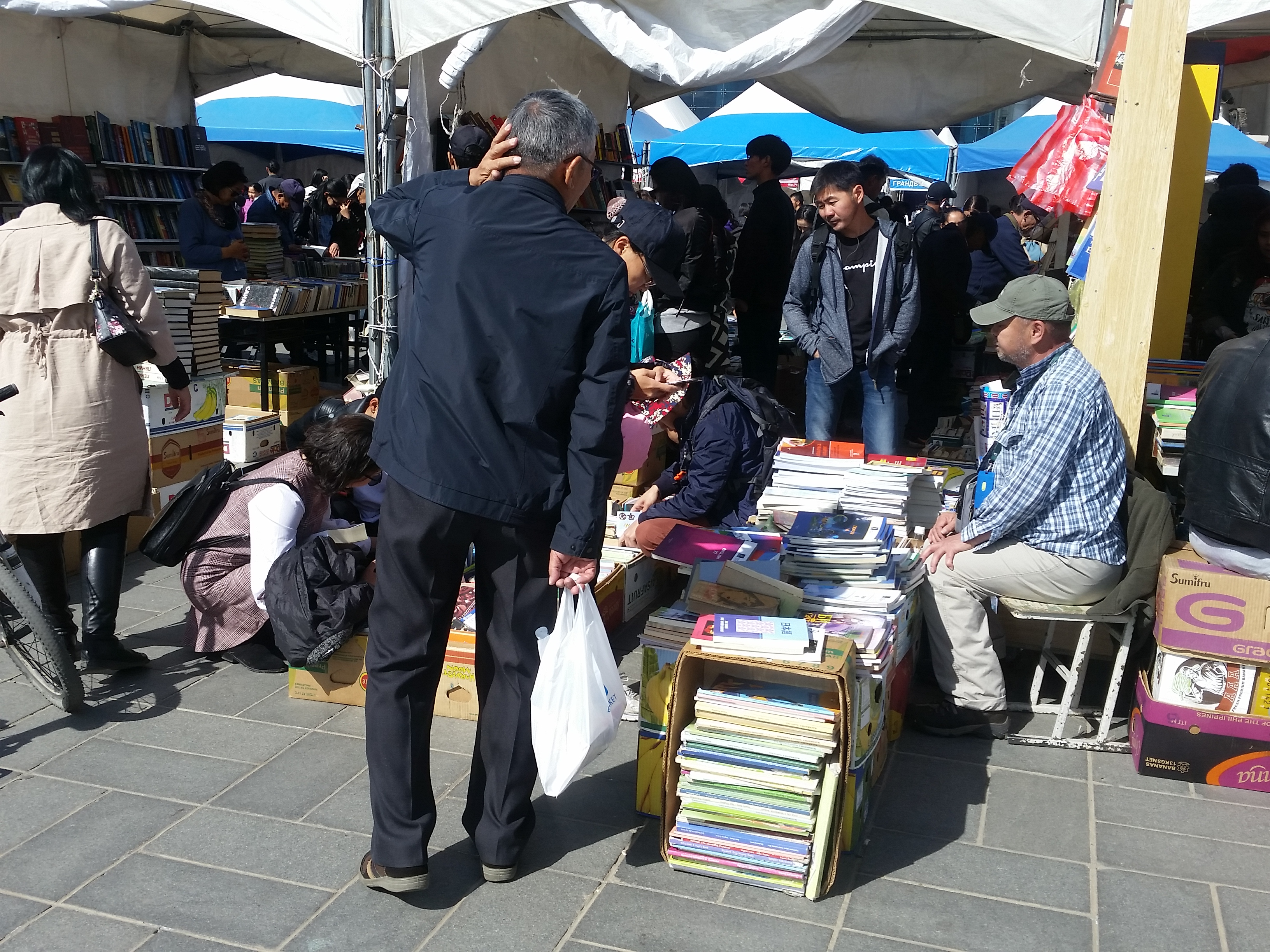
Muž nabízející své staré knihy
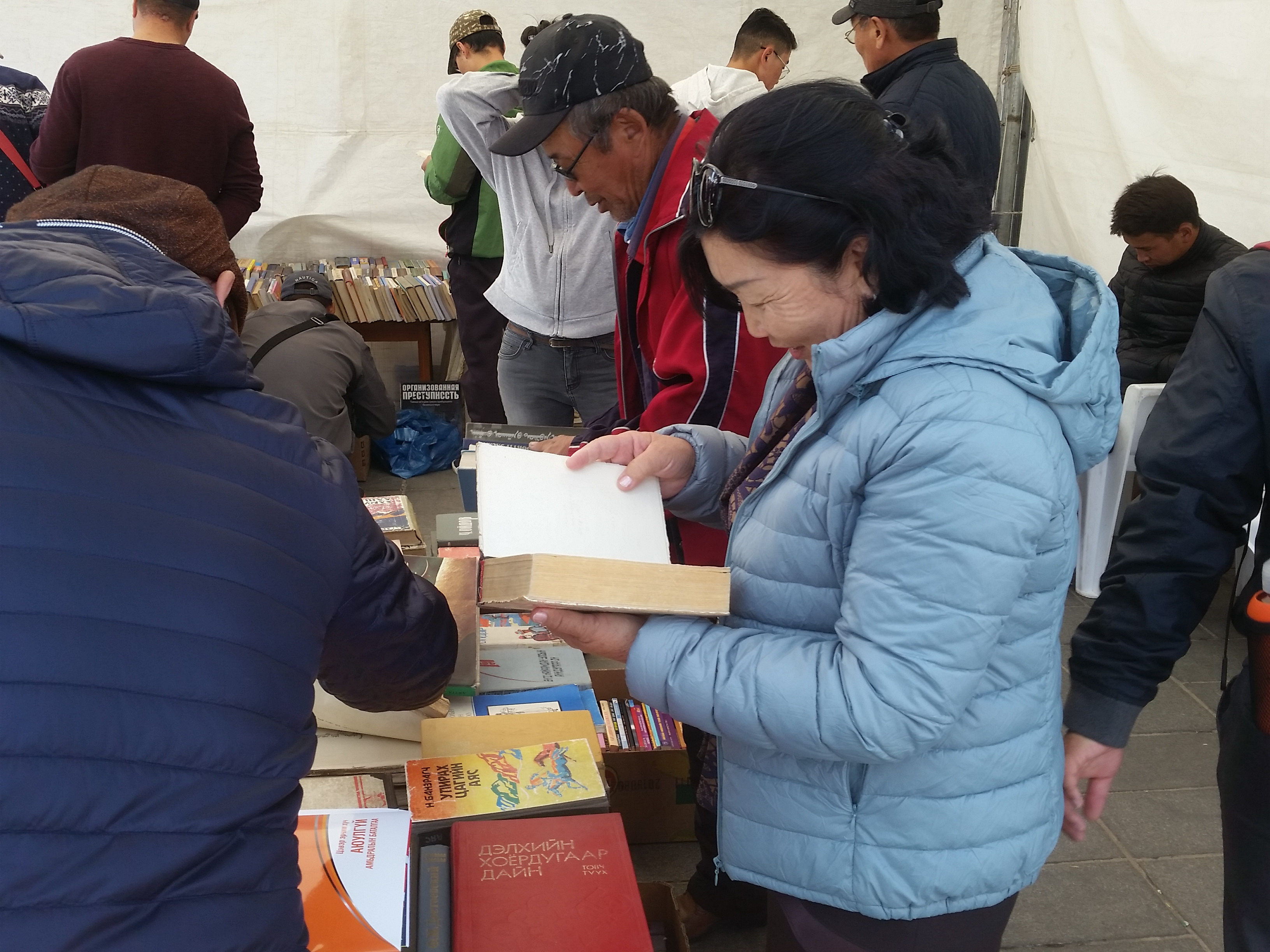
Čtenářka listující knihou během knižního veletrhu